# Schmierfilm
Ein Schmierfilm ist ein Film aus Schmiermittel zwischen zwei Flächen, der zur Verringerung von Reibung und Verschleiß führt. Es gibt erwünschten und unerwünschten Schmierfilm.

## Erwünschter Schmierfilm
Bei einer erwünschten Schmierung (insbesondere im Maschinenbau und in anderen technischen Bereichen) bildet sich idealer Weise zwischen zwei Flächen ein durchgehender dünner Schmierfilm, auf dem die Flächen aneinander vorbeigleiten, ohne sich zu berühren.
Die wesentlichen Einflussfaktoren sind hierbei die Viskosität des Schmiermittels, die Temperatur und die Gleitgeschwindigkeit. Bei hohen Gleitgeschwindigkeiten wird ein Gleitmittel mit niedriger Viskosität benötigt. Bei hohen Temperaturen wird ein Mittel mit etwas höherer Viskosität benötigt, da die Viskosität eines Schmiermittels in der Regel bei steigender Temperatur abnimmt. Aus diesem Grund gibt es zum Beispiel beim Auto unterschiedliche Schmieröle für Sommer oder Winter. Wird der Arbeitsbereich verlassen, kann es zum Schmiermittelfilmabriss (Ölfilmabriss, Gleitmittelfilmabriss) kommen und der Verschleiß nimmt stark zu.

## Unerwünschter Schmierfilm
Schmierfilmbildung durch Laub und Nässe wird bei den Eisenbahnen gefürchtet. Der Bremsweg verlängert sich und Züge können in Steigungen auf Grund des ungenügenden Rad-Schiene-Kontakts (Reibung) liegenbleiben. Folglich ist in der Herbstzeit vorbeugend eine verringerte Beladung/Auslastung der Güterzüge angezeigt. Als Gegenmaßnahme wird (in begrenztem Maß) die Sandstreueinrichtung für die Erhöhung der Reibung und somit für die Verkürzung des Bremsweges in Anspruch genommen. Bei starken Steigungen bedarf es auch Schiebelokomotiven oder Mehrfachtraktion um den Zugkraftverlust, zum Beispiel durch Schleudern (Durchdrehen) der Antriebsräder, zu vermeiden.
Tiefergehende physikalische Zusammenhänge, unter anderem EHD-Kontakt und daraus resultierenden elastohydrodynamische Schmierfilm, siehe bei Schmierung (Tribologie) unter dem Begriff Hydrodynamische Schmierung.